# Didier Villeneuve
 (novembre 2018).
- Si vous ne connaissez pas le sujet, laissez ce bandeau (vous pouvez alors contacter les auteurs).
- Si vous supprimez le contenu mis en cause (vous pouvez préalablement contacter les auteurs),

argumentez précisément cette suppression dans la page de discussion
(un manque de référence n'est pas un argument ; une recherche réelle de référence doit avoir été effectuée, être formellement documentée).
 (novembre 2018).
Si vous disposez d'ouvrages ou d'articles de référence ou si vous connaissez des sites web de qualité traitant du thème abordé ici, merci de compléter l'article en donnant les références utiles à sa vérifiabilité et en les liant à la section « Notes et références ».
Didier Villeneuve, né en 1962, est un dessinateur et scénariste français de bande dessinée.

## Biographie
Après avoir travaillé dans l'illustration pour la jeunesse, Didier Villeneuve, plus connu sous son pseudo Did, a embrassé la carrière d'auteur-dessinateur de BD au tournant des années 2000. Il a publié à ce jour[Quand ?] plus de 10 albums, s'essayant à plusieurs genres : la BD réaliste, avec une série de science-fiction, intitulé « Madame Syl » et avec les albums « les brunes », « les chauves », des BD d'humour, destinées plutôt aux adultes ; puis, il a réalisé des albums d'humour pour les enfants. Enfin, il a dessiné une série drolatique, tout public, sur les instits.
Didier Villeuneuve travaille maintenant comme professeur d'histoire géographie au collège de l'Archet à Nice[réf. nécessaire].
Il a aussi travaillé en tant qu'instituteur à l'école publique mixte La Mantega à Nice.

## Publications

### En tant que dessinateur et scénariste
- La trilogie Syl (SF)
- Madame Syl, Sauvegarde. (Éditions Clair de Lune, 2003)
- Madame Syl, Objectif Panthéon. (Éd. Clair de Lune, 2004)
- Madame Syl, Trouble jeu. (Éd. Clair de Lune, 2005)

### Humour
- Les brunes (Éditions Clair de Lune, 2006)
- Tiblonde 1 (Éd. Clair de Lune, 2006)
- Tiblonde 2 (Éd. Clair de Lune, 2007)
- Les instits 1, rentrée très classe (Éd. Clair de Lune, 2007)
- Les chauves (Éd. Clair de Lune, in extenso, 2008)
- Les Instits 2, L'echec scolaire(Éd. Clair de Lune, 2008)

### En tant que scénariste
- Les Mecs (Éd. Clair de Lune, in extenso, 2008) avec Deberg aux dessins.